# آر دي كول
آر دي كول (بالإنجليزية: R. D. Call)‏ مواليد 16 فبراير 1950 في أوغدن، الولايات المتحدة، هو ممثل أمريكي بدأ مسيرته الفنية سنة 1977.

## الأعمال
| السنة | العمل                         | الدور     |
| ----- | ----------------------------- | --------- |
| 2014  | كاسل (مسلسل)                  | كوين      |
| 2007  | إلى البرية (فيلم)             |           |
| 2006  | بابل (فيلم)                   |           |
| 2005  | خارق للطبيعة (مسلسل)          |           |
| 2002  | جاغ (مسلسل)                   |           |
| 2002  | القتل بالأرقام (فيلم)         |           |
| 2001  | أنا سام (فيلم)                |           |
| 1993  | جوال تكساس ووكر               |           |
| 1998  | دياجنوسيز: موردر              | إدي والاس |
| 1998  | ذا براكتيس                    |           |
| 1995  | عالم الماء                    |           |
| 1994  | الملفات الغامضة               |           |
| 1989  | ولد في الرابع من يوليو (فيلم) |           |
| 1985  | ترابر جون إم دي               |           |
| 1982  | بيت صغير على المرج (مسلسل)    | دواين     |

## روابط خارجية
- آر دي كول على موقع IMDb (الإنجليزية)
- آر دي كول على موقع ألو سيني (الفرنسية)
- آر دي كول على موقع أول موفي (الإنجليزية)
- آر دي كول على موقع قاعدة بيانات الأفلام السويدية (السويدية)
- آر دي كول على موقع قاعدة بيانات الفيلم (الإنجليزية)
- آر دي كول على موقع كينوبويسك (الروسية)